# جمعیت بهینه‌شده
در ژنتیک جمعیت، جمعیت بهینه‌شده (به انگلیسی: Idealised population)، جمعیتی است که می‌توان آن را با استفاده از تعدادی فرضیات ساده‌شده توصیف کرد. مدل‌های جمعیت‌های بهینه‌شده یا برای بیان یک نکته کلی استفاده می‌شوند، یا با داده‌های مربوط به جمعیت‌های واقعی که مفروضات ممکن است درست نباشند، مناسب هستند. به عنوان مثال، نظریه آمیختگی برای برازش داده‌ها با مدل‌های جمعیت‌های بهینه‌شده استفاده می‌شود. رایج‌ترین جمعیت بهینه در ژنتیک جمعیت در مدل رایت-فیشر پس از سووال رایت و رونالد فیشر (۱۹۲۲، ۱۹۳۰) و (۱۹۳۱) توصیف شده‌است. جمعیت‌های رایت-فیشر اندازه ثابتی دارند و اعضای آن‌ها می‌توانند با هر عضو دیگری جفت‌گیری و تولیدمثل کنند. مثال دیگر مدل موران است که دارای نسل‌های همپوشانی است، نه نسل‌های غیرهمپوشانی مدل فیشر-رایت. پیچیدگی‌های جمعیت‌های واقعی می‌تواند باعث شود که رفتار آن‌ها با یک جمعیت بهینه با اندازه جمعیت مؤثر که بسیار متفاوت از اندازه جمعیت سرشماری جمعیت واقعی است، مطابقت دهد. برای دیپلوئیدهای جنسی، جمعیت‌های بهینه دارای فرکانس‌های ژنوتیپ مرتبط با فراوانی آللی بر اساس تعادل هاردی واینبرگ خواهند بود.